# Brown of Harvard (film 1918)
Brown of Harvard è un film muto del 1918 diretto da Harry Beaumont. La sceneggiatura scritta dallo stesso regista si basa sul lavoro teatrale di Rida Johnson Young e sul suo omonimo romanzo scritto insieme a Gilbert Colman. La commedia originale debuttò a Broadway al Princess Theatre il 26 febbraio 1906, interpretata da Henry Woodruff e da Laura Hope Crews. Nel 1926, ne venne fatto un remake diretto da Jack Conway e distribuito in Italia con il titolo Lo studente.

## Trama

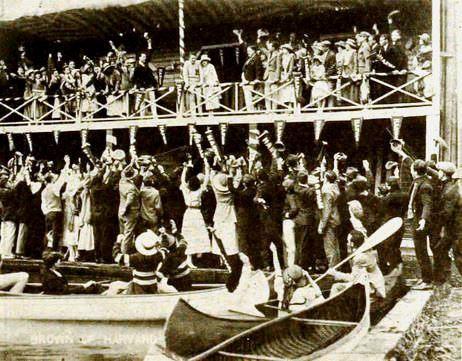
Canottaggio a Harvard

Evelyn Ames è la fidanzata di Tom Brown, il più popolare studente di Harvard. Un giorno che lei lo va a trovare per fargli una sorpresa, sorprende nella sua stanza un'altra donna, Marian Thorne. Convinta che Tom la stia tradendo, rompe il fidanzamento. In realtà, anche se lei non lo sa, quella è sua cognata che sta cercando il marito: Marian, infatti, è segretamente sposata con Wilton, il fratello di Evelyn, un giovanotto piuttosto inaffidabile e senza spina dorsale che, pieno di debiti a causa del vizio del gioco, si fa spesso prestare i soldi da Tom. Uno dei suoi creditori, Victor Colton, volendo far perdere la squadra di canottaggio di Harvard, cerca il modo di eliminare dalla squadra Gerald, il fratello di Marian. Sfrutta così la storia (inesistente) tra Marian e Tom, minacciando di raccontarla a tutti e infangando la reputazione della ragazza, se Gerald parteciperà alla gara. Furibondo, Gerald abbandona la competizione per andare dalla sorella. Il suo posto viene preso da Tom che, portando alla vittoria l'equipaggio di Harvard, diventa l'eroe del giorno. L'entusiasmo di tutti si spegne quando riappare Gerald che accusa pubblicamente Tom di avere tradito sua sorella. Finalmente Winton trova il coraggio di confessare il suo matrimonio con Marian, scagionando da ogni accusa l'amico. A questo punto Evelyn, vergognandosi di non avere avuto fiducia nell'innocenza del fidanzato, gli chiede perdono.

## Produzione
Il film fu prodotto dalla Perfection Pictures e dalla Selig Polyscope Company con il titolo di lavorazione Tom Brown at Harvard.
Venne girato a Boston, nel Massachusetts alla Harvard University.

## Distribuzione
Il copyright del film, richiesto dalla Selig Polyscope Co., fu registrato il 22 dicembre 1917 con il numero LP11888.
Distribuito dalla George Kleine System, il film - presentato da William N. Selig - uscì nelle sale cinematografiche statunitensi il 27 dicembre 1918. Nel 1919, fu ripresentato nelle sale USA.
In Francia, distribuito dalla Pathé Frères il 23 aprile 1920, prese il titolo Entre l'amour et l'amitié.

### Conservazione
Non si conoscono copie ancora esistenti della pellicola che viene considerata presumibilmente perduta.